# Stazione di Yabuki
La stazione di Yabuki (矢吹駅?, Yabuki-eki) è una stazione ferroviaria situata della cittadina di Yabuki, nella prefettura di Fukushima, ed è servita dalla linea principale Tōhoku regionale della JR East.

## Servizi ferroviari
East Japan Railway Company
■ Linea principale Tōhoku (servizi regionali)

## Struttura
La stazione è dotata di un marciapiede laterale e uno a isola con tre binari passanti in superficie, collegati da un sovrappassaggio. Il fabbricato viaggiatore si trova al livello superiore ai binari, ed sono presenti distributori automatici di biglietti, biglietteria con sportello e tornelli di accesso automatici ai binari con supporto alla bigliettazione elettronica Suica.
| 1-2 | ■ Linea principale Tōhoku | per Kōriyama, Fukushima e Sendai   |
| 2-3 | ■ Linea principale Tōhoku | per Shirakawa, Kuroiso, Utsunomiya |

## Stazioni adiacenti
| «                       | Servizio                | »                       |
| Linea principale Tōhoku | Linea principale Tōhoku | Linea principale Tōhoku |
| ----------------------- | ----------------------- | ----------------------- |
| Izumizaki               | -                       | Kagamiishi              |